# Самотёчная площадь
Самотёчная площадь — площадь в центре Москвы, часть Садового кольца между Садовой-Самотёчной и Садовой-Сухаревской улицами. Над площадью проходит Самотёчная эстакада, которая соединяет эти улицы. Расположена в Мещанском и Тверском районах города.

## История
Площадь возникла в 1818 году после сноса вала и рва Земляного города. Названа по ближнему Самотёчному пруду, через который протекала река Неглинная, в верховьях — Самотёка.

## Описание
Самотёчная площадь начинается от Садовой-Самотёчной улицы от перекрёстка Садового кольца и Самотёчной улицы, проходит на восток до Цветного бульвара справа и Олимпийского проспекта слева. На углу Олимпийского проспекта и Садового кольца начинается Троицкая улица. Все дома на площади приписаны к соседним улицам. Над площадью проходит построенная в 1967 году Самотёчная эстакада (длина — 677 метров, ширина — 25 метров), которая закрывает значительную часть площади. Между Самотёчной улицей и Олимпийским проспектом расположен Самотёчный бульвар.

## Транспорт
Через площадь и вблизи неё проходят автобусы Б, Бк, 447, 538, м53, н6 (ночной).
Ближайшая станция метро —  Цветной бульвар.
Транзитное автомобильное движение осуществляется по Самотёчной эстакаде — двустороннее 3-полосное на каждой стороне. На самой площади находится развязка между Садовым кольцом и тремя выходящими на площадь улицами.